# Naïdé Ferchiou
Naïdé Ferchiou (arabe : نايدي فرشيو), née le 20 mai 1945 à Tunis et morte le 9 juillet 2013, est une historienne, épigraphiste et archéologue tunisienne spécialiste de l'architecture et des paysages de l'Afrique du Nord punique et romaine. 

## Biographie
En 1968, elle reçoit une DEA, avec une thèse qui porte sur les mausolées de la région de Makthar. En juin 1972, elle soutient sa thèse de troisième cycle avec une recherche intitulée L'architecture romaine du Haut-Tell tunisien : recherches sur le rythme modulaire sur les thèmes décoratifs. Elle termine sa formation académique en janvier 1985, avec une thèse d'État intitulée L'évolution du décor architectonique en Afrique proconsulaire des derniers temps de Carthage aux Antonins, sous la direction de Pierre Gros et avec la participation au sein du jury de certains spécialistes dans le domaine de l'histoire de l'architecture tels que Paul-Albert Février, René Ginouvès, Gilbert Charles-Picard et Friedrich Rakob,.
Elle travaille beaucoup sur le site archéologique de Makthar et sur le temple des Eaux à Zaghouan. Membre de l'Institut archéologique allemand, chercheuse associée à l'Institut de recherche sur l'architecture antique (CNRS), elle est maître puis directrice de recherches à l'Institut national du patrimoine et professeure chargée de cours d'architecture antique à l'université de Tunis,.
Elle a publié une centaine d'articles académiques en français, anglais et italien dans plusieurs revues spécialisées. Elle est également l'auteur d'une pièce de théâtre inspirée de textes anciens, qui brosse le portait des différents protagonistes politiques de l'époque de Jules César puis cherche à comprendre leur caractère.
Elle meurt le 9 juillet 2013,.

## Principales publications
- Naïdé Ferchiou, Architecture romaine de Tunisie : rythmes et proportions dans le Tell, Tunis, Institut national d'archéologie et d'art, 1975.
- Naïdé Ferchiou, L'évolution du décor architectonique en Afrique proconsulaire des derniers temps de Carthage aux Antonins : l'Hellénisme africain, son déclin, ses mutations et le triomphe de l'art romano-africain, Paris, Louis-Jean, 1989.
- Naïdé Ferchiou, Ombres carthaginoises, Paris, Éditions L'Harmattan, 1993.
- Hélène Bénichou-Safar, Jean Bussière, Fethi Chelbi, Paul Corbier, Naïdé Ferchiou, Jacques Gascou, Gilbert Hallier, Roland Paskoff et Pol Trousset, Antiquités africaines : tome 31, Paris, CNRS Éditions, 1995, 356 p. (ISBN 978-2271053596).
- Naïdé Ferchiou, Le chant des Nymphes : les aqueducs et les temples des eaux de Zaghouan à Carthage, Tunis, Nirvana, 2008.
- Naïdé Ferchiou, La mort de César, Tunis, Nirvana, 2013.